# Достарлімаб
Достарлімаб — лікарський препарат, протипухлинне моноклональне антитіло для лікування раку ендометрію. Схвалений для застосування в США та Євросоюзі у квітні 2021 року.
Також препарат проходить клінічні випробування для лікування колоректального раку. У дослідженні 12 пацієнтів з колоректальним раком II або III стадії, опублікованому в 2022 році, у всіх 12 пацієнтів, які приймали достарлімаб, настала ремісія, подальше лікування не потрібно. Автори заявили, що, наскільки їм відомо, це перший і поки що єдиний випадок, коли випробування ліків від раку закінчилося 100 % ремісією.

## Розробка
У 2020 році в рамках дослідження GARNET було оголошено, що достарлімаб демонструє потенціал для лікування підгрупи жінок з рецидивним або поширеним раком ендометрію.

### Схвалення
25 лютого 2021 року Комітет з лікарських препаратів Європейського агентства з лікарських засобів прийняв позитивний висновок, у якому рекомендував видати умовний дозвіл на маркетинг достарлімабу, призначеного для лікування деяких видів раку ендометрію. Заявником була компанія GlaxoSmithKline Limited. Достарлімаб був схвалений для медичного застосування у Європейському Союзі у квітні 2021 року.

## Механізм дії
Зв'язується з PD-1.

## Показання
- рак ендометрію.

## Вагітність
Жінки дітородного віку під час лікування та 4 міс. після нього мають використовувати методи контрацепції.

## Спосіб застосування
- Внутрішньовенна інфузія.

## Побічні ефекти
Серйозні побічні реакції у >2 % пацієнтів включали сепсис, порушення роботи нирок, інфекції сечовивідних шляхів, біль у животі та пірексію.
Можуть виникати імуноопосередковані побічні реакції, включаючи пневмоніт, коліт, гепатит, різні ендокринопатії та нефрит.